# Gerhart Hauptmann
Gerhard Johann Robert (Gerhart) Hauptmann (Obersalzbrunn (Neder-Silezië), 15 november 1862 – Agnetendorf bij Hirschberg, Poolse bezettingszone, 6 juni 1946) was een Duits toneelschrijver. Aanvankelijk schreef hij realistische drama's, waarin hij aandacht schonk aan de slechte situatie van de armen, later ook meer symbolische stukken en werken gebaseerd op de Griekse mythologie. Hij geldt als medegrondlegger van het Duitse naturalisme. In 1912 ontving hij de Nobelprijs voor Literatuur. Hij behoorde enige tijd tot de Friedrichshagener Kreis, een kring van intellectuelen in Berlijn.
In de jaren dertig trok Hauptmann zich steeds meer terug uit het publieke leven. Hij liet zich niet uit over het nationaalsocialisme. In 1946 stierf hij op 83-jarige leeftijd in zijn geboortestreek Silezië, dat inmiddels in Poolse handen was gekomen en waar de meeste Duitsers werden verdreven naar Duitsland. Hauptmann mocht niet in Silezië worden begraven en werd later begraven op het kerkhof van het plaatsje Kloster op het Duitse Oostzee-eiland Hiddensee. Zijn zomerhuis aldaar, dat hij in 1929 kocht, is thans een aan hem gewijd museum. Ook de villa in Erkner ten oosten van Berlijn waar hij woonde van 1885 tot 1889, werd een Gerhart Hauptmann Museum, evenals de huizen die hij bewoonde in Agnetendorf (nu Jagniątków), Schreiberhau (nu Szklarska Poręba) en Radebeul.
De uitvoering van zijn toneelstuk Vor Sonnenaufgang in het Lessingtheater in Berlijn op 20 oktober 1889 riep felle reacties op. Het stuk ging over seksualiteit, wreedheid en drankzucht. De vertwijfeling en vernedering van de mens werd getoond en er werd in dagelijkse taal en dialect gesproken. Het stampen, joelen en fluiten van het burgerlijke publiek escaleerde tot een enorm tumult en het toneelstuk kon slechts met moeite worden uitgespeeld.

## Werken
|  | - Bahnwärter Thiel (1888) - Vor Sonnenaufgang (1889) - Einsame Menschen (1891) - Die Weber (1892) - Hanneles Himmelfahrt (1894) - Florian Geyer (1896) - Die versunkene Glocke (1897) - Fuhrmann Henschel (1898); Nederlandse vertaling: Voerman Henschel. - Der arme Heinrich (1902) - Rose Bernd (1903) - Die Ratten (1911) - Der Bogen des Odysseus (1914) - Hamlet in Wittenberg (1935) - Iphigenie in Delphi (1941) - Iphigenie in Aulis (1944) - Agamemnons Tod (1948) - Elektra (1948) |

## Afbeeldingen

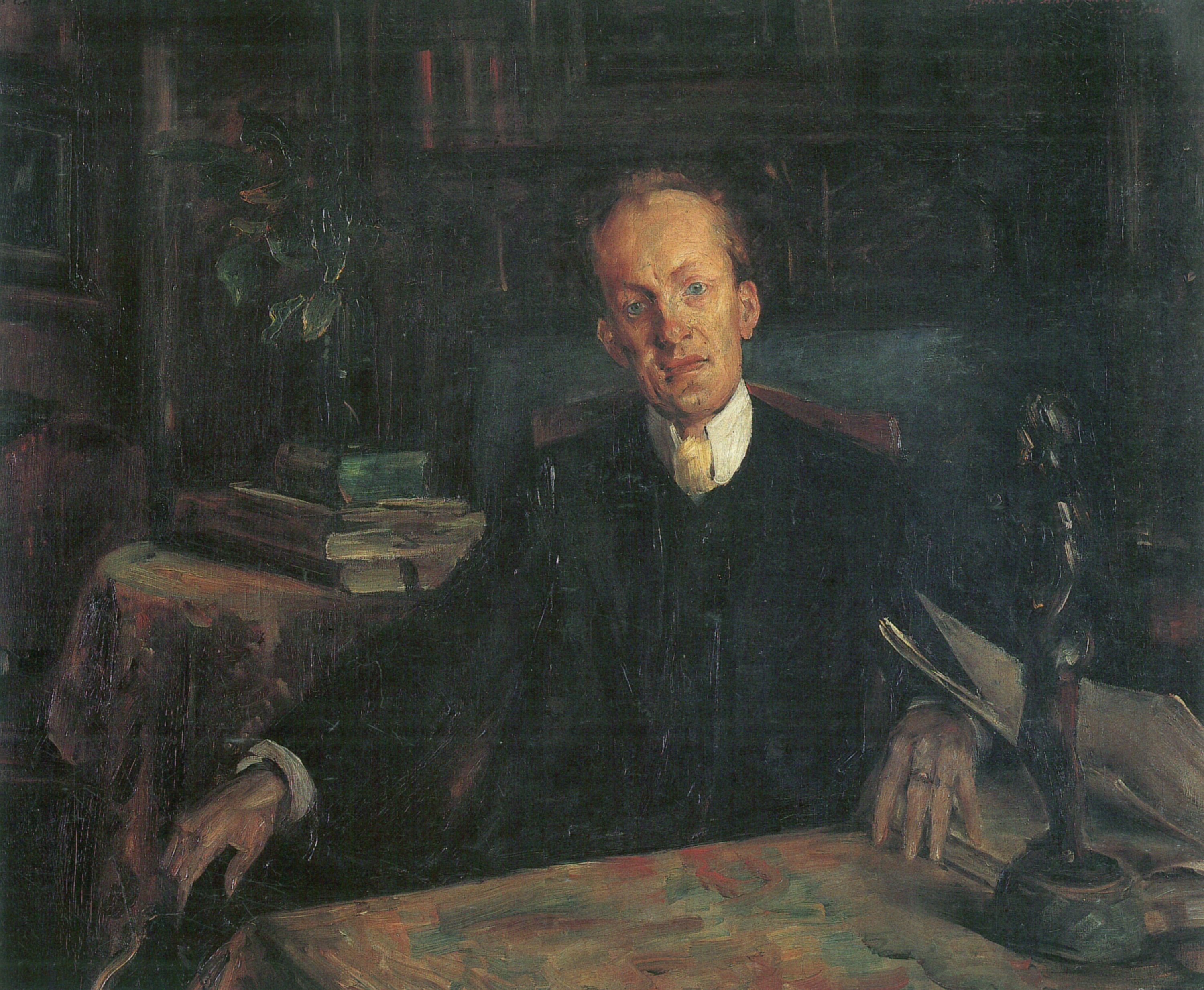
Gerhart Hauptmann door Lovis Corinth (1900)
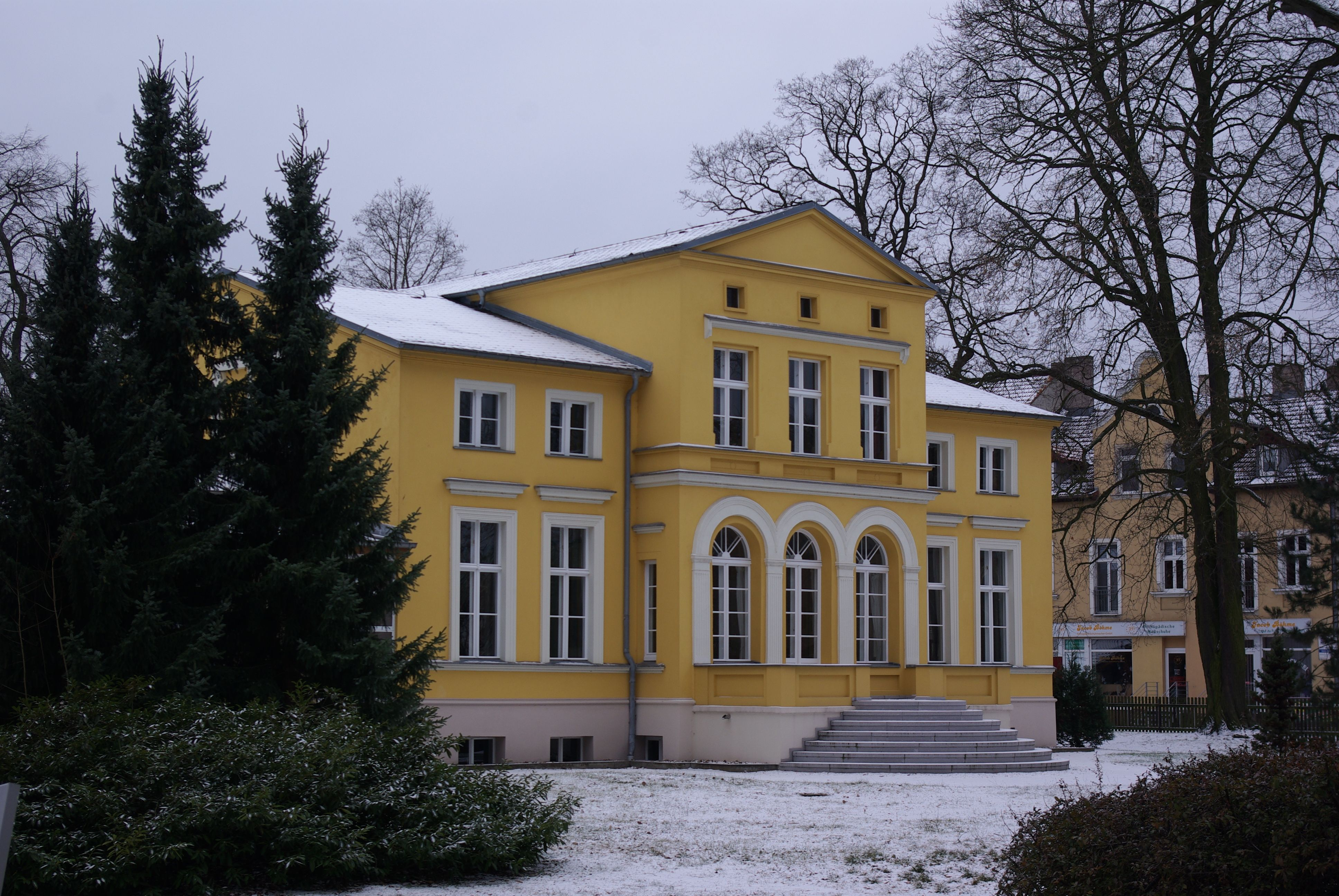
De villa Lassen in Erkner, thans Gerhart-Hauptmann-Museum
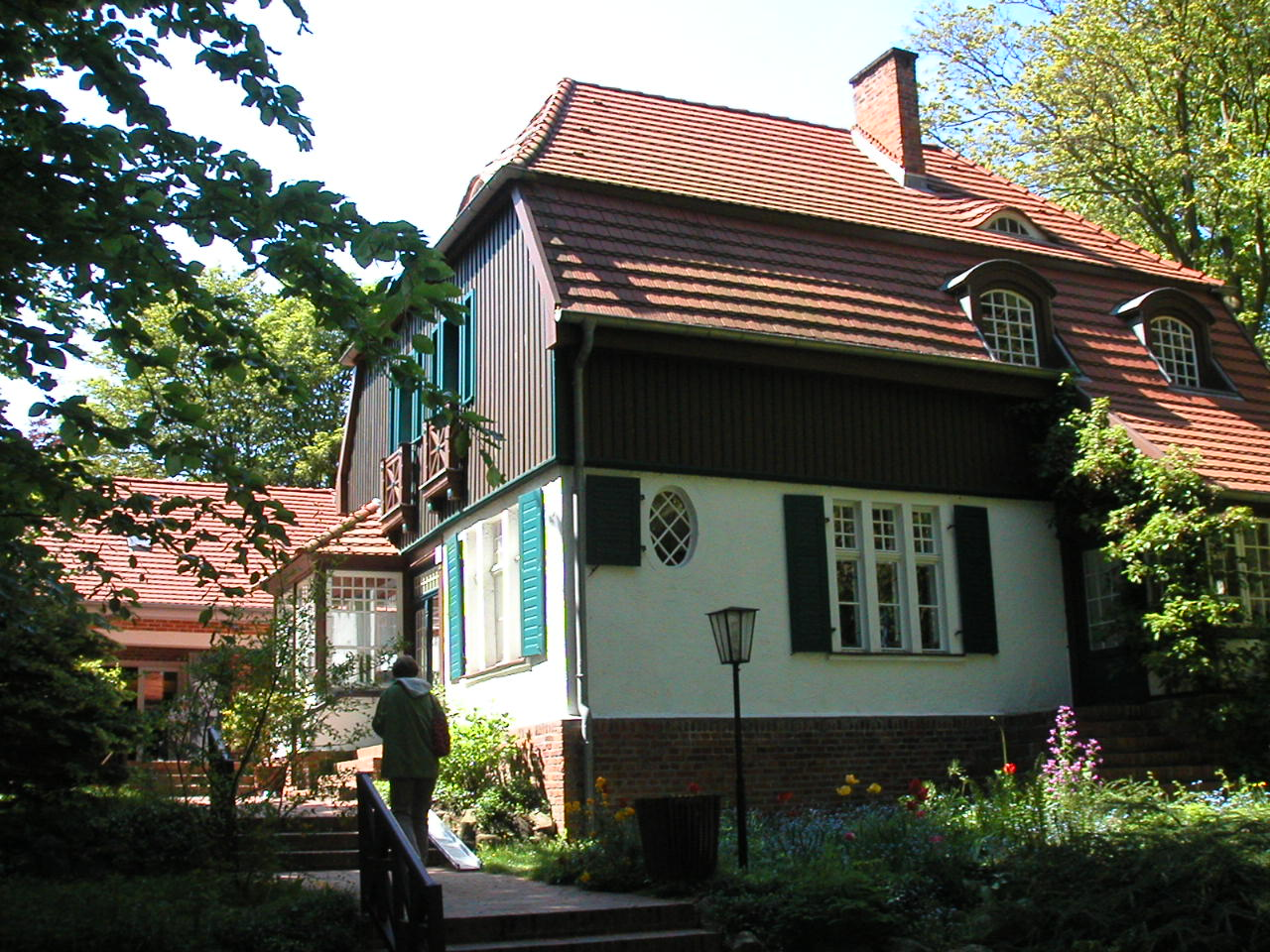
Gerhart-Hauptmann-Haus in Kloster op het eiland Hiddensee
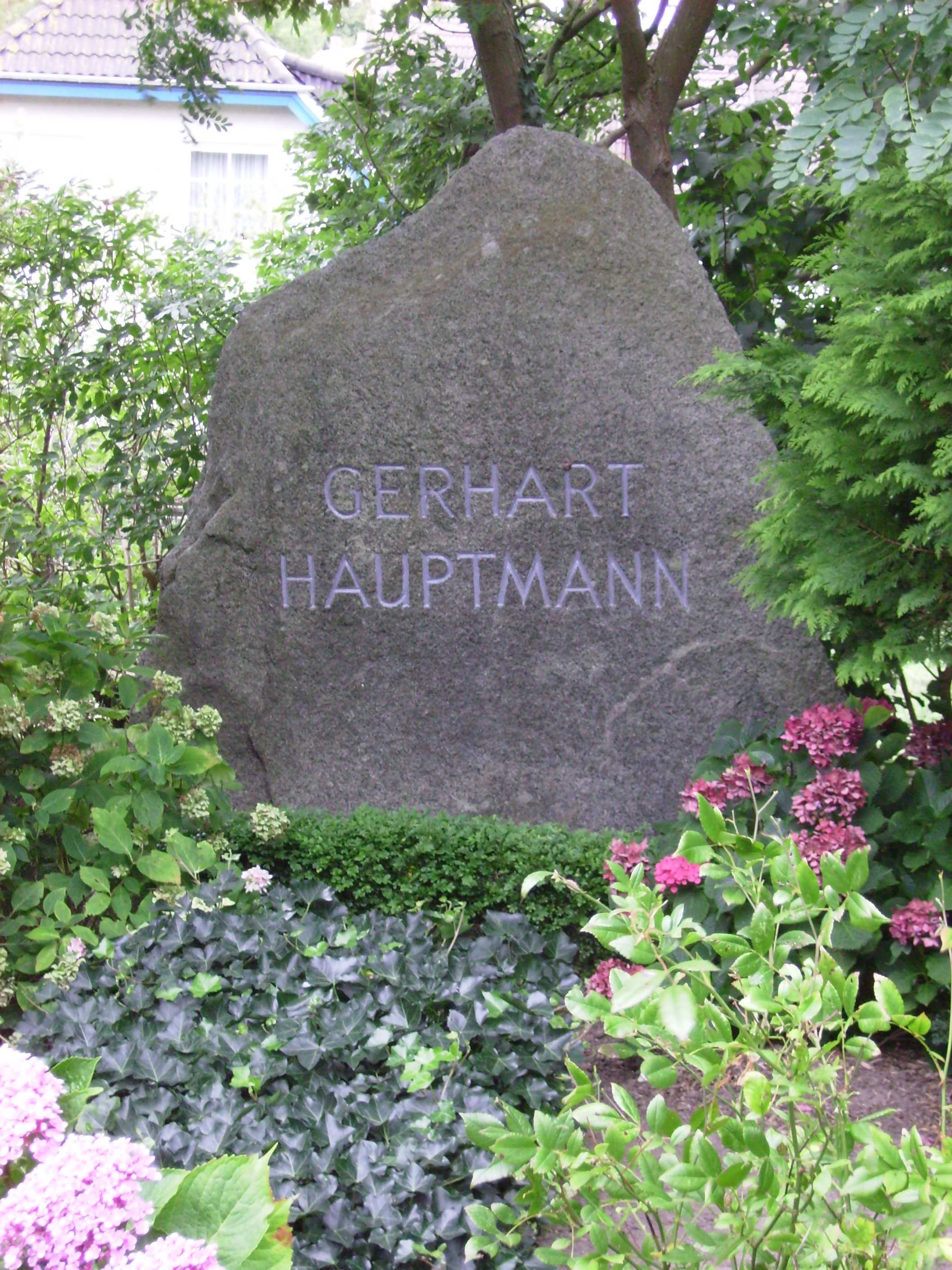
Hauptmanns grafsteen in Kloster op Hiddensee